# Игдален
Игдален (фр. Igdalen), также игдалан (фр. Igdalan) и агдал (фр. Agdal), — берберский народ, живущий на северо-западе Нигера, а также в Мали и Алжире.
Игдален родственны народу идаксахак, который живёт на востоке Мали. С культурологической точки зрения, игдален входят в состав туарегов. Вместе с кель-ферван, кель-тамат и другими племенами, игдален образуют конфедерацию Кель-Аир.
Исповедуют, в основном, ислам. 

## История
В прошлом были кастой пастухов и мурабитов.
Считается, что игдален были первыми среди бербер, мигрировавших на юг через Сахару. Они отправились к долине реки Нигер около XI века. Ныне живут на плато Аир.

## Язык
Игдален говорят на языке тагдал. Он относится к северной ветви сонгайских языков, но на него оказали большое влияние туарегские языки.

## Ареал и численность
Игдален живут, в основном, на северо-западе Нигера, например в городах Танут и Тчинтабараден. Однако также есть поселения игдален в приграничных районах Мали и Алжира. Во время сезонного перегона скота, игдален идут также на юг и в пустыню на север.
Согласно оценке Ethnologue, в мире приблизительно 27 000 представителей народа игдален.